# Jerzy Pietrucha
Jerzy Pietrucha (ur. 29 marca 1931 w Koszęcinie, zm. 1 maja 1995 w Akwizgranie) – polski ekonomista, profesor nauk ekonomicznych, dyrektor Śląskiego Instytutu Naukowego w Katowicach, nauczyciel akademicki Politechniki Śląskiej w Gliwicach, działacz harcerski represjonowany w okresie stalinowskim.

## Życiorys
Syn Jana Pietruchy i Adelajdy Pietruchy z domu Machoń. Od 1938 uczęszczał do szkoły powszechnej w Koszęcinie. Naukę kontynuował w czasie okupacji niemieckiej. W 1945 rozpoczął kształcenie w gimnazjum w Lublińcu. Związał się wówczas z harcerstwem. Prowadził działalność harcerską mimo likwidacji ZHP w okresie stalinowskim. W 1950 został aresztowany i osadzony w więzieniu Urzędu Bezpieczeństwa w Lublińcu. Za przynależność w latach 1949–1950 do tajnej i nielegalnej organizacji „Bojowy Związek Wolnych” Sąd Wojskowy w Katowicach skazał go na 7 lat pozbawienia wolności. Karę odbywał w Progresywnym Więzieniu dla Młodocianych w Jaworznie, gdzie był bity i maltretowany. Doznał tam poważnego uszczerbku na zdrowiu.. Na mocy amnestii po śmierci Józefa Stalina został w 1954 zwolniony z więzienia. Wyrok został uchylony w 1992.
W latach 1954–1960 był rewidentem w Zakładach Celulozowo-Papierniczych w Kaletach. W Katowicach uzyskał w trybie eksternistycznym maturę. W 1960 ukończył studia w Wyższej Szkole Ekonomicznej w Katowicach. Następnie objął stanowisko kierownika działu ekonomicznego w Zarządzie Biurowym Chemików w Katowicach. W 1967 uzyskał w WSE w Katowicach stopień naukowy doktora, w 1971 doktora habilitowanego. W 1974 został profesorem nadzwyczajnym, w 1980 profesorem zwyczajnym nauk ekonomicznych.
W 1964 podjął pracę w Śląskim Instytucie Naukowym w Katowicach. W 1981 został dyrektorem tej placówki.
Był także profesorem Wydziału Organizacji i Zarządzania Politechniki Śląskiej.
Został odznaczony Krzyżem Kawalerskim Orderu Odrodzenia Polski i Medalem Komisji Edukacji Narodowej.
Zmarł w Akwizgranie w Niemczech. Został pochowany na cmentarzu w Koszęcinie.